# Bistum Cremona
Das Bistum Cremona (lat.: Dioecesis Cremonensis, ital.: Diocesi di Cremona) ist eine in Italien gelegene römisch-katholische Diözese mit Sitz in Cremona.

## Geschichte

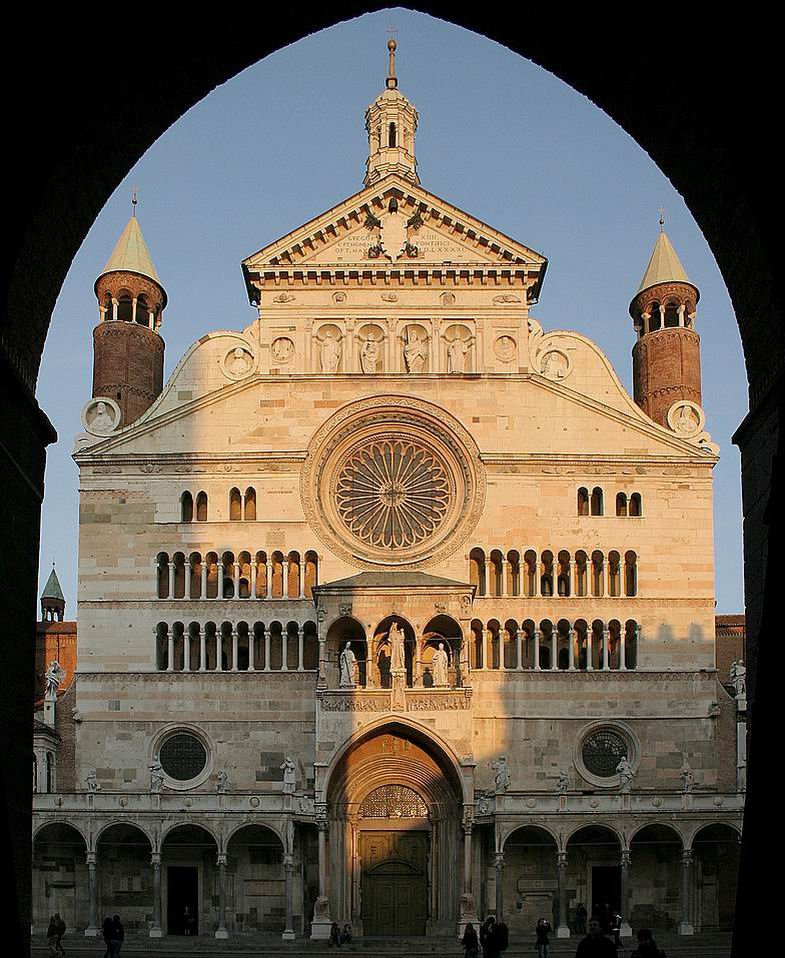
Kathedrale Santa Maria Assunta in Cremona

Das Bistum Cremona wurde im 4. Jahrhundert errichtet und dem Erzbistum Mailand als Suffraganbistum unterstellt. 